# 하나부사 요시모토

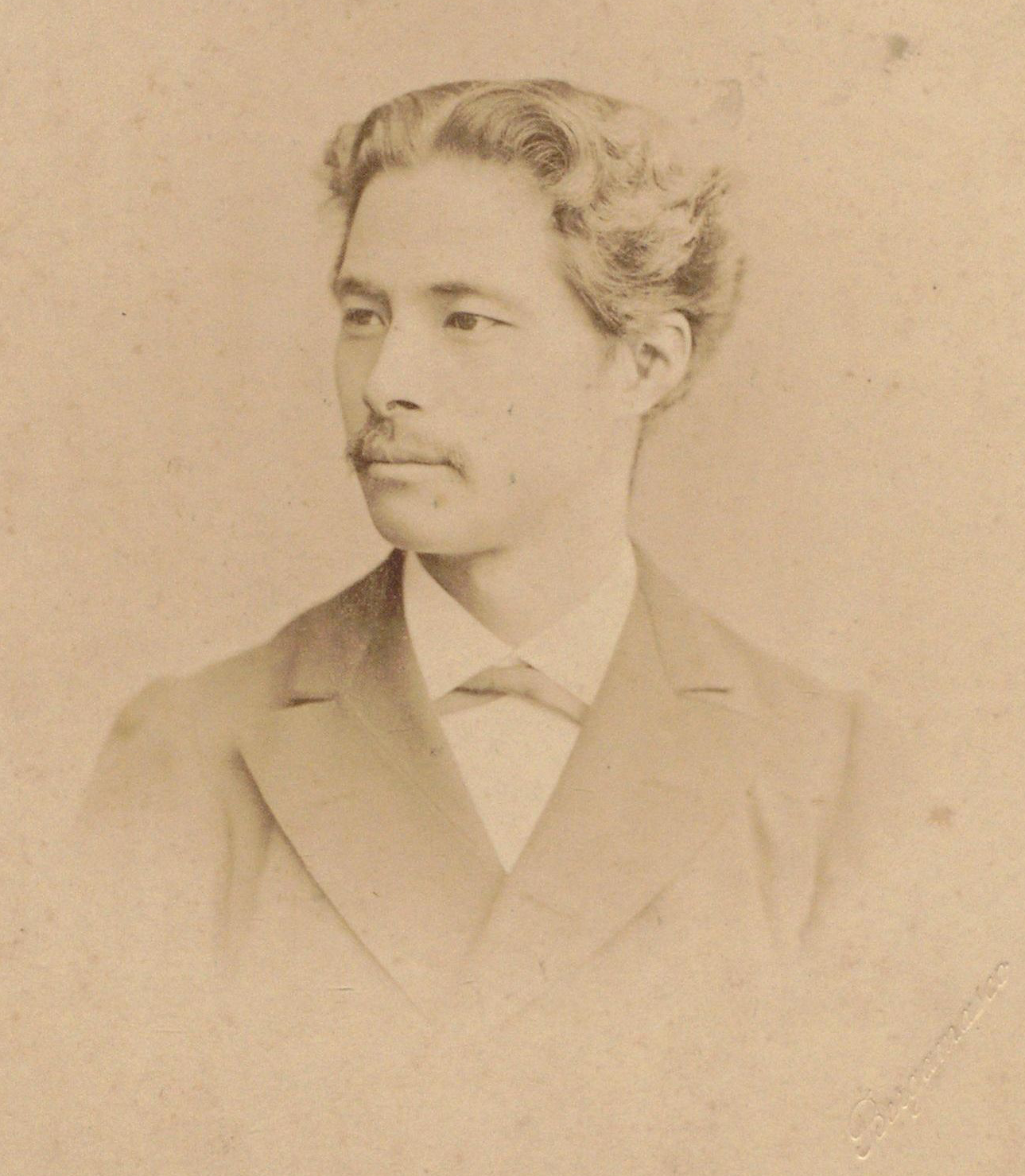
젊은 시절의 하나부사 요시모토

하나부사 요시모토(일본어: 花房義質, 1842년 2월 10일(덴포 13년 1월 1일) ~ 1917년(다이쇼 6년) 7월 9일)는 메이지 시대와 다이쇼 시대에 활동한 일본 제국의 외교관이다. 오카야마번의 번사이며 실업가이자 초대 오카야마시장을 역임한 정치가이다. 추밀고문관, 일본 적십자사 사장을 역임하였으며 작위는 자작이다.

## 생애
오가타 고안(緒方洪庵)의 데키주쿠(適塾)에서 난학을 배웠으며, 1867년에는 유럽과 미국으로 유학을 가서 이듬 해에 귀국하였다. 1870년부터 외국관어용괘(外国官御用掛)로 외무성에 출근하였으며, 같은 해에 〈청일수호조약〉의 체결을 위하여 청나라에 갔다.
1872년에 일본 요코하마 항에 정박 중이던 페루 선적의 마리아 루스(María Luz) 호에서 청나라 노동자에 대한 학대 사건(마리아 루스호 사건)이 발생하자 서기관으로 외무경 소에지마 다네오미를 보좌하였고, 중재 재판을 위한 대리공사로서 상트페테르부르크에 파견되었다. 소송 이후에는 일본과 러시아의 국경 확정을 위한 교섭을 위해서 파견된 전권공사 에노모토 다케아키를 보좌하였다.
1877년에 주조선 대리공사에 임명되었고, 조선 정부가 부산 두모진(豆毛鎮)에 세관을 설치하자 1878년 8월 10일부터 군함과 함께 부산에 파견되어 세관의 철거를 요구하였으며, 같은 해 12월 4일에 조선 정부가 정식으로 세관을 철거하게 하였다. 1880년 4월에 일본 정부는 조선의 한성에 공사를 상주시키기로 결정하였고, 하나부사를 초대 공사로 임명하였다.
1882년 임오군란 당시에 일본 공사관이 습격당하자 공사관을 탈출하여 일본으로 귀국하였고, 데라우치 마사타케가 인솔하는 일본군과 함께 조선에 건너와 〈제물포 조약〉을 체결시켜, 사건의 손해 보상과 함께 한성에 일본군 주둔 등을 조선 정부가 인정하게 한다.
1883년부터 1886년까지 러시아 주재 특명 전권공사로서 상트페테르부르크에 주재하였다. 이후에는 농상무차관, 황실회계심사국장, 궁내차관, 추밀고문관, 일본 적십자사 사장 등을 역임하였다. 1896년 남작의 작위를 받았으며, 1907년 자작으로 승작되었다.

## 같이 보기
- 하나부사 씨
- 흥아회